# 地上デジタル放送関連番組
地上デジタル放送関連番組（ちじょうデジタルほうそうかんれんばんぐみ）
この項目では、2003年12月1日から東京・大阪・名古屋を中心に始まった、地上デジタルテレビ放送を周知広報するために放送された番組の一覧を示す。主にNHKと民放の地上デジタル放送推進大使が出演した番組を指すが、それ以外でも地デジのPRを目的とした番組であれば含めるものとする。
また、本項では2011年7月24日（44都道府県）および2012年3月31日（岩手・宮城・福島3県）に地上アナログ放送終了→デジタル完全移行時に放送されていた番組についても述べる。

## 各地の番組
放送局の配列は原則としてリモコンキーID順による。

### 全国放送
- 全地上波局（放送大学以外）
  - 全国一斉地デジ化テスト（2010年7月4日放送）
NHK総合テレビでは同年7月24日にも2回放送。
- 民間放送
  - ザ・たっちの地デジのは・て・な!
デジタル放送推進協会とホリプロの共同制作。5回分が制作され、2008年以降各地の民放で放送開始・終了時に流されていた。
- NHK総合テレビジョン
  - デジタル放送なんでも相談室（2007年4月8日 - 2008年2月24日、毎週日曜13:50-13:55放送）
  - デジタルQ（2008年4月6日 - 2011年7月24日、毎週日曜6:50-6:53放送）
『デジタル放送なんでも相談室』のリニューアル番組。2010年度まではNHK-BS2でも放送。
  - 備えあれば映りよし 〜完全デジタル化まであと3年〜（2008年7月24日放送）
  - テレビよ!地デジでどう変わるの?（2008年12月1日放送）
  - どう準備すればいいの? 〜地デジ完全移行まであと2年〜（2009年7月24日放送）
同年8月1日にNHK総合テレビで再放送された。

### 関東・近畿・中京地区
- 関東・近畿・中京地区の民間放送
  - 地上デジタル放送開始特別番組 スタート!デジテレ 〜地上デジタルTVを徹底解剖〜（2003年12月1日放送）
関東・近畿・中京地区の民放共同制作（制作幹事TBSテレビ）。2003年12月1日午前11時の地上デジタル放送開始を記念して放送された特別番組。
- NHK大阪放送局
  - 目指せ!地デジ芸人ウーイェイ（2009年度頃より）
スマイルが、地上デジタル放送の告知・解説を行うミニ番組。デジタル放送とアナログ放送では一部内容が異なり、アナログ放送では番組終了時に「ご覧の放送はアナログ放送である」というテロップが流れていた。アナログ放送のみで放送されたこともあった。関西ローカルであるが2011年1月～3月までワンセグ2でも全国放送された。

### 中京広域圏
- 東海テレビ・中京テレビ・中部日本放送・メ〜テレ・テレビ愛知
  - 民放5局史上最大のコラボレーション!地デジ夏祭り2006全部見せます!ナゴヤのテレビ"過去""現在"そして"未来"（2006年8月12日放送）

### 北海道地方
- NHK札幌放送局・北海道放送・札幌テレビ・北海道テレビ・北海道文化放送・テレビ北海道
  - 我が家に地デジがやってきた（2006年6月1日放送）
- NHK札幌放送局
  - 地デジひろがる北海道特集（2007年10月1日放送）
函館･旭川･帯広･釧路･網走･室蘭の各地区で地上デジタル放送を開始した特別番組。

### 静岡地方
- NHK静岡放送局・静岡放送
  - テレビ新時代! SBS・NHK デジタル放送スタート（2005年6月1日10:50-11:20放送）
- 静岡第一テレビ
  - デジタル開局生特番!世紀の芸人コラボ!お笑いと大道芸の祭典（2005年11月5日12:00-13:30放送）

### 広島地方
- 中国放送・広島テレビ・広島ホームテレビ・テレビ新広島
  - 地上デジタル開局記念「テレビが変わる!広島がかわる!スタート地デジ」（2006年10月1日14:00-14:30放送）
- 広島テレビ
  - デジタル放送開始宣言（2006年10月1日4:55-5:00放送）
  - 地上デジタル開局番組 島田洋七のがばいんじゃけん!広島（2006年10月1日13:05-14:00放送）

### 福岡地方
- RKB毎日放送・テレビ西日本・福岡放送・TVQ九州放送
  - 地上デジタル放送開始4局合同特番・テレビが変わる!（2006年7月1日10:00-10:30放送）
- 九州朝日放送（長崎文化放送・熊本朝日放送・大分朝日放送・鹿児島放送に同時ネット）
  - ドォーモの絶対得するTV（2006年12月1日放送）
- RKB毎日放送
  - 今日感テレビ・地デジGO!GO!（2006年7月1日放送）
- 福岡放送
  - デジタルめんたいワイド 〜テレビがゼッタイおもしろい!〜（2006年7月1日放送）
  - 地デジでGO!

### 鹿児島地方
- 南日本放送・鹿児島讀賣テレビ・鹿児島放送・鹿児島テレビ
  - 地デジスタート!4局スペシャル（2006年12月1日9:55-10:25）
製作著作・民放4局 製作協力・RAICOH
- 南日本放送
  - どーんと鹿児島（2006年11月30日19:00-19:55放送）
  - どーんとハイビジョンMBC（2006年12月1日10:25-11:30放送）
- NHK鹿児島放送局
  - ひるまえクルーズかごしまスペシャル（2006年12月1日11:30-12:00放送）
  - 新会館オープン・地上デジタル放送開局記念特番（2006年12月1日14:00-16:00放送）
- 鹿児島讀賣テレビ
  - KYTニュースリアルタイム内おしえてかごデジ！（2006年11月1日 - 11月28日放送）
  - 地デジスタート!地デジ美力アップ!（2006年12月1日10:55-11:10放送）
- 鹿児島放送
  - デジタル開局イベント特番（2006年12月1日10:55-11:10放送）
- 鹿児島テレビ
  - 不明（中西真貴・上片平健が出演）
  - 地上デジタル放送開始記念式典（2006年12月1日10:55-11:10放送）
  - 週刊お茶ドキッ!（2006年12月1日14:05-15:00放送）

## アナログ終了・デジタル移行記念特番
この節では、アナログ放送終了→デジタル完全移行を記念して放送された特別（※一部通常の）番組を列挙する。

### 2011年7月24日
2011年7月24日（岩手・宮城・福島3県を除く）に放送された番組は以下の通り。
- NHK総合テレビジョン
  - そのとき、みんなテレビを見ていた!（第1部：10:05-11:53、第2部：13:05-15:00）
  - NHKスペシャル『東京スカイツリー 未知への挑戦』（21:00-22:00）
- NHK教育テレビジョン
  - 囲碁・将棋フォーカス（11:45-12:15）（高校野球地方大会放映した一部の都道府県を除く）
  - N響アワー『ミュージック・トゥモロー～西村・作曲の原点を求めて～』（21:00-22:00）
- 日本テレビ系列（被災地3局（テレビ岩手、ミヤギテレビ、福島中央テレビ）、テレビ大分、テレビ宮崎除く）
  - シューイチPRESENTS テレビ60年 これまで これから カウントダウン（11:45-12:45）
徳光和夫によるスピーチ中にアナログ放送終了。
- テレビ朝日系列
  - プロ野球2011マツダオールスターゲーム・第3戦（11:59-15:43）
中継開始1分後にアナログ放送終了。冒頭では過去のオールスターゲームの映像も交えてアナログ終了の旨を伝えた。なお試合会場の日本製紙クリネックススタジアム宮城がある宮城県を含む3県は2012年3月31日までアナログ放送延長となっていた。同時ネット24局中、長崎文化放送では高校野球長崎大会中継のため、ニューススタジオ内での女性アナウンサー・眞方富美子によるアナログ放送終了告知を行っていた。
- TBS系列
  - アッコにおまかせ!（11:45-12:54）
生放送内でカウントダウンを実施した。
- テレビ東京系列（びわ湖放送、奈良テレビ放送、テレビ和歌山含む）
  - ディズニー3時間生中継 マジカルスペシャル!（19:00-21:54）
- フジテレビ系列（テレビ大分除く）
  - FNS27時間テレビ めちゃ×2デジッてるッ!笑顔になれなきゃテレビじゃないじゃ〜ん!!（7月23日18:30-7月24日20:54）
『笑っていいとも!増刊号生SP』にてカウントダウンを実施した。
- KBS京都
  - やっぱりテレビや!すっきり地デジで祇園花月から生中継!
- テレビ大分
  - TOS報道特別番組 テレビ新時代へ!〜アナログ放送まもなく終了〜
当時の代表取締役社長・結城宣考がマスタールーム（主調整室）に入り、アナログ放送終了ボタンを押され、1970年の開局から続いたアナログ放送は終了となり、41年間の幕を閉じた。
- この他、関東などの独立民放局（とちぎテレビ、TOKYO MX、びわ湖放送、KBS京都、サンテレビ除く）では高校野球地方大会の中継内でアナログ放送終了→デジタル移行となった。またNHK教育では『囲碁・将棋フォーカス』放送中にアナログ放送終了→デジタル移行（福岡県地区では高校野球福岡大会中継中に実施）。

### 2012年3月31日
東日本大震災の影響によりアナログ放送延長、デジタル移行延期となっていた岩手・宮城・福島3県にて、2012年3月31日のアナログ終了→デジタル移行を記念して放送された特別番組は以下の通り。
- NHK総合テレビジョン（仙台放送局・盛岡放送局・福島放送局）
  - 東北3県 さようならアナログ!もっとデジタル!（11:00-11:54）
- ミヤギテレビ
  - ミヤテレ復興祭（11:35-12:00）
- 東北放送
  - ありがとう!アナログ放送（11:59-12:00）被災3県の民間テレビとしては唯一、通常放送終了前に特別番組を放送した。
- 被災3県の他局では昼前のローカルニュースで触れるだけに留まり、ローカルニュース終了後も静止画によるお知らせ画面に切り換わる12:00まで通常のCMが放送されていた。